# Juan José Lobato
Juan José Lobato del Valle (* 30. prosince 1988) je bývalý španělský profesionální silniční cyklista, jenž naposledy závodil za UCI ProTeam Euskaltel–Euskadi.

## Kariéra
V říjnu 2013 bylo oznámeno, že Lobato podepsal kontrakt s UCI WorldTeamem Movistar Team od sezóny 2014 poté, co jeho předchozí tým, Euskaltel–Euskadi, oznámil, že na konci roku 2013 ukončuje svou činnost. V srpnu 2016 bylo oznámeno, že Lobato podepsal dvouletou smlouvu s UCI WorldTeamem LottoNL–Jumbo od sezóny 2017. V prosinci 2017 byl Lobato předčasně propuštěn kvůli nepovolenému vlastnictví léků na spaní, čímž porušil týmová pravidla.
Lobato se do profesionálního pelotonu vrátil v únoru 2018 s UCI Professional Continental týmem Nippo–Vini Fantini–Europa Ovini. Před sezónou 2020 podepsal Lobato kontrakt s UCI ProTeamem Fundación–Orbea. V září 2023 oznámil Lobato svůj odchod do sportovního důchodu na konci sezóny.

## Hlavní výsledky
2006
Národní šampionát
 vítěz silničního závodu juniorů
2010
Mistrovství světa
9. místo silniční závod do 23 let
2011
vítěz Circuito de Getxo
7. místo Trofeo Mallorca
10. místo Clásica de Almería
2012
Vuelta Ciclista de Chile
vítěz etap 2 a 10
Kolem jezera Čching-chaj
vítěz 5. etapy
2013
vítěz Circuito de Getxo
Vuelta a Castilla y León
vítěz 2. etapy
4. místo Clásica de Almería
6. místo Vuelta a La Rioja
2014
Vuelta a Burgos
vítěz 1. etapy
Tour de Wallonie
2. místo celkově
vítěz 3. etapy
2. místo Clásica de Almería
4. místo Gran Premio Nobili Rubinetterie
4. místo Milán – San Remo
8. místo Vattenfall Cyclassics
2015
Vuelta a Andalucía
vítěz etap 2 a 5
Tour Down Under
vítěz 2. etapy
2. místo Down Under Classic
2. místo Circuito de Getxo
2. místo Clásica de Almería
Dubai Tour
3. místo celkově
4. místo Gran Premio Nobili Rubinetterie
2016
Vuelta a la Comunidad de Madrid
 celkový vítěz
 vítěz bodovací soutěže
vítěz 1. etapy
Dubai Tour
3. místo celkově
vítěz 3. etapy
Circuit de la Sarthe
3. místo celkově
vítěz 4. etapy
4. místo Gran Piemonte
2017
Tour de l'Ain
vítěz 1. etapy
6. místo Eschborn–Frankfurt – Rund um den Finanzplatz
2018
vítěz Coppa Sabatini
4. místo Coppa Bernocchi
4. místo Gran Premio Bruno Beghelli
5. místo Brussels Cycling Classic
10. místo Eschborn–Frankfurt
2019
Tour de Korea
6. místo celkově
Tour de Hokkaido
10. místo celkově
 vítěz bodovací soutěže
2020
7. místo Trofeo Playa de Palma
9. místo Clásica de Almería
2021
Volta ao Alentejo
vítěz 1. etapy
7. místo Trofeo Calvia
10. místo Clàssica Comunitat Valenciana 1969
2022
Volta ao Alentejo
vítěz 5. etapy

### Výsledky na Grand Tours
| Grand Tour      | 2011 | 2012 | 2013 | 2014 | 2015 | 2016 | 2017 | 2018 | 2019 | 2020 | 2021 |
| --------------- | ---- | ---- | ---- | ---- | ---- | ---- | ---- | ---- | ---- | ---- | ---- |
| Giro d'Italia   | —    | —    | —    | —    | DNF  | —    | —    | —    | 134  | —    | —    |
| Tour de France  | —    | —    | 165  | —    | —    | —    | —    | —    | —    | —    | —    |
| Vuelta a España | DNF  | 174  | —    | —    | —    | —    | 112  | —    | —    | —    | 136  |

| —   | Nezúčastnil se |
| DNF | Nedokončil     |